# 마리마이
마리마이(Marie-Mai, 1990년 2월 1일 ~ )는 캐나다의 가수이다.

## 음반 목록
- Inoxydable (2004)
- Dangereuse Attraction (2007)
- Version 3.0 (2009)
- Miroir (2012)
- M (2014)
- Elle et moi (2018)